# Дегчаль
Дегчаль (перс. ده چال) — село в Ірані, у дегестані Дегчаль, у Центральному бахші, шагрестані Хондаб остану Марказі. За даними перепису 2006 року, його населення становило 1063 особи, що проживали у складі 259 сімей.

## Клімат
Середня річна температура становить 12,65 °C, середня максимальна – 31,98 °C, а середня мінімальна – -9,49 °C. Середня річна кількість опадів – 288 мм.
| Клімат поселення                              | Клімат поселення | Клімат поселення | Клімат поселення | Клімат поселення | Клімат поселення | Клімат поселення | Клімат поселення | Клімат поселення | Клімат поселення | Клімат поселення | Клімат поселення | Клімат поселення | Клімат поселення |
| Показник                                      | Січ.             | Лют.             | Бер.             | Квіт.            | Трав.            | Черв.            | Лип.             | Серп.            | Вер.             | Жовт.            | Лист.            | Груд.            |                  |
| Середній максимум, °C                         | 8,33             | 10,75            | 14,98            | 19,62            | 24,17            | 30,65            | 31,98            | 31,22            | 26,20            | 21,03            | 14,91            | 8,89             |                  |
| Середня температура, °C                       | −0,59            | 1,82             | 6,07             | 10,72            | 15,25            | 21,75            | 25,74            | 24,96            | 19,95            | 14,80            | 8,66             | 2,66             |                  |
| Середній мінімум, °C                          | −9,49            | −7,07            | −2,84            | 1,79             | 6,34             | 12,84            | 19,48            | 18,72            | 13,69            | 8,53             | 2,40             | −3,62            |                  |
| Норма опадів, мм                              | 46               | 35               | 49               | 39               | 36               | 8                | 0                | 1                | 1                | 7                | 25               | 41               |                  |
| Середньомісячна швидкість вітру, м/с          | 2.09             | 2.12             | 3.21             | 3.36             | 2.94             | 2.64             | 2.76             | 2.68             | 2.35             | 2.28             | 1.84             | 1.86             |                  |
| Середньомісячна сонячна радіація, кДж/м²·день | 8738             | 12104            | 14538            | 17991            | 22099            | 26887            | 25823            | 23874            | 20827            | 15263            | 10749            | 8704             |                  |
| --------------------------------------------- | ---------------- | ---------------- | ---------------- | ---------------- | ---------------- | ---------------- | ---------------- | ---------------- | ---------------- | ---------------- | ---------------- | ---------------- | ---------------- |
| Джерело:                                      |                  |                  |                  |                  |                  |                  |                  |                  |                  |                  |                  |                  |                  |